# Saint-Agnan (Saône-et-Loire)
Saint-Agnan é uma comuna francesa na região administrativa de Borgonha-Franco-Condado, no departamento de Saône-et-Loire. Estende-se por uma área de 25,72 km². Em 2010 a comuna tinha 716 habitantes (densidade: 27,8 hab./km²).